# Naxos (Label)
Naxos mit Sitz in Hongkong ist ein unabhängiges Musiklabel für klassische Musik; auf Unterlabeln erscheinen auch Jazz und Weltmusik.

## Geschichte
Naxos wurde 1987 von dem Deutschen Klaus Heymann in Hongkong gegründet. Design und Umfang der Booklets fielen in der Regel schmaler aus als bei vergleichbaren Labels, dafür waren die Produktionen günstiger zu kaufen. Arbeitete Naxos in den 1980er Jahren vorwiegend mit osteuropäischen Sinfonieorchestern und wenig bekannten Dirigenten zusammen, um die Produktionskosten niedrig zu halten, so kamen seit den 1990er Jahren zunehmend amerikanische und britische Orchester wie das Bournemouth Symphony Orchestra oder Seattle Symphony und bekanntere Dirigenten wie Leonard Slatkin hinzu. Mittlerweile vertreibt das Label auch CDs und DVDs von anderen Produktionsfirmen.

## Repertoire
Die Firma verfügt über Aufnahmen von weniger bekannten und gespielten Komponisten, wie z. B. die Sinfonien des russischen Komponisten Nikolai Mjaskowski oder Aufnahmen zeitgenössischer Komponisten und Neuer Musik, außerdem eigene Serienausgaben und Ersteinspielungen von etwa japanischer klassischer Musik, jüdisch-amerikanischer Musik, Filmmusik und Alter Musik.
Die Firma beauftragte den englischen Komponisten Peter Maxwell Davies, zehn Streichquartette zu schreiben: die so genannten Naxos Quartets.
In den letzten Jahren begann Naxos damit, alte Aufnahmen von anderen Produktionsfirmen und historische Aufnahmen, deren Schutzrechte abgelaufen sind, zu restaurieren („re-mastering“) und auf CD zu veröffentlichen. Ein prominentes Beispiel sind die Studioaufnahmen von Maria Callas.

## Gesamtausgaben
Von einigen Komponisten hat Naxos Gesamtausgaben herausgegeben:

### Orchestermusik
In Klammern der Dirigent
- William Alwyn (David Lloyd-Jones)
- Samuel Barber (Marin Alsop)
- Claude Debussy (Jun Märkl)
- Alexander Glasunow
- Charles Ives (James Sinclair)
- Witold Lutosławski (Antoni Wit)
- Joaquín Rodrigo
- Arnold Schönberg (Robert Craft)
- Johann Strauss (Sohn) (verschiedene Dirigenten)
- Johann Strauss (Vater) (Christian Pollack)
- Josef Strauss (verschiedene Dirigenten)
- Igor Strawinski (Robert Craft)
- Karol Szymanowski (zwei Ausgaben: Karol Stryja und Antoni Wit)
- Edgar Varèse (Christopher Lyndon-Gee)
- Anton Webern (Robert Craft)

### Alle Sinfonien
In Klammern der Dirigent
- Hugo Alfvén (Niklas Willén)
- Malcolm Arnold (Andrew Penny)
- Mili Balakirew (Igor Golowschin)
- Arnold Bax (David Lloyd-Jones)
- Ludwig van Beethoven (Béla Drahos)
- Leonard Bernstein (Leonard Slatkin)
- Franz Berwald (Okko Kamu)
- Johannes Brahms (zwei Ausgaben: Ali Rahbari und Marin Alsop)
- Anton Bruckner (Georg Tintner)
- Antonín Dvořák (Stephen Gunzenhauser)
- Joseph Haydn (Barry Wordsworth, Nicholas Ward, Béla Drahos, Patrick Gallois, Helmut Müller-Brühl, Kevin Mallon)
- Gustav Mahler (Antoni Wit und Michael Halász)
- Bohuslav Martinů (Arthur Fagen)
- Felix Mendelssohn Bartholdy (Reinhard Seifried)
- Wolfgang Amadeus Mozart (Nicholas Ward und Barry Wordsworth)
- Carl Nielsen (zwei Ausgaben: Adrian Leaper und Michael Schønwandt)
- Krzysztof Penderecki (Antoni Wit)
- Sergei Prokofjew (Theodore Kuchar)
- Sergei Rachmaninow (Alexander Anissimow)
- Nikolai Rimski-Korsakow (André Anichanow)
- Anton Rubinstein (Robert Stankovsky und Stephen Gunzenhauser)
- Franz Schubert (Michael Halász)
- William Schuman (Gerard Schwarz)
- Robert Schumann (Antoni Wit)
- Dmitri Schostakowitsch (zwei Ausgaben Ladislav Slovak und Vasily Petrenko)
- Jean Sibelius (zwei Ausgaben: Adrian Leaper und Petri Sakari)
- Charles Villiers Stanford (David Lloyd-Jones)
- Pjotr Iljitsch Tschaikowski (Adrian Leaper und Antoni Wit)
- Ralph Vaughan Williams (Kees Bakels und Paul Daniel)
- Heitor Villa-Lobos (Isaac Karabtchevsky)

### Klaviermusik
- Johannes Brahms
- Frédéric Chopin
- Franz Liszt
- Sergei Rachmaninow
- Heitor Villa-Lobos

### Orgelmusik
- Max Reger

### Vokalmusik
- Franz Schubert
- Robert Schumann

### Themenreihen
- Klassik kennen lernen – Musikgeschichte in Klangbeispielen[3] (bisher zehn Titel)

## Streaming-Webportale
Naxos hat eine Reihe an Streaming-Diensten aufgebaut, in denen nicht nur Produktionen der eigenen Firma abrufbar sind, sondern auch Inhalte von Drittanbietern. Es gibt jeweils ein Webportal für klassische Musik, Hörbücher, Jazz-Musik und für Videos aus der Klassik-Szene. Das Naxos Web Radio mit über 80 Kanälen ist der älteste Streaming-Dienst von Naxos.
- Naxos Music Library (Ressource für Universitäten, Musikschulen, öffentliche Bibliotheken, Schulen, professionelle Musiker und Sammler)
- Naxos Video Library (Videostreaming-Dienst für klassische Musik, Konzerte, Opern, Ballett und Musikdokumentationen)
- Naxos Spoken Word Library (Ressource für Hörbücher)
- Naxos Music Library Jazz (Ressource für Jazz)
- Naxos Web Radio (Internetradio mit mehr als 80 Kanälen klassischer Musik aus dem Repertoire von Naxos)